# 白石涼子
白石涼子（日语：／ Shiraishi Ryōko，1982年9月7日—），出生於奈良縣，血型AB型，身高155公分。日本女性聲優、歌手，隸屬青二Production。

## 經歷
- 配音風格廣闊。從青少年到少女、大小姐風都沒問題。
- 國高中時代曾是短跑運動員，所以有點討厭鍛鍊過的結實大腿[4]。
- 特技為舞蹈、關西腔、快速踩腳踏車、二段跳躍。
- 喜歡老頭子搞笑、冷笑話、外國接吻畫面。
- 忠实的『新世紀福音戰士』迷，收藏許多週邊商品。
- 於2012年9月6日結婚。[5]
- 於2013年7月3日離婚。[6]

## 演出作品
※ 主角、主要角色以粗體表示。

### 電視動畫
2002年
- 閃靈二人組（天野銀次（少年期））
- ONE PIECE（アキビ、南南見鳥）

2003年
- Air Master（服務生）
- 初音島（佐伯加奈子）
- 战斗陀螺 G Revolution（少年）
- 神奇寶貝超世代（（小遙的）刺尾蟲→甲殼蛹→狩獵鳳蝶、他）
- 坦克王（ユウマ）

2004年
- 苍穹之战神 Dead Aggressor（藏前果林、西尾里奈）
- 天上天下（鴻之池千秋）
- 魔法少女奈葉（高町美由希）
- 遥远时空中-八叶抄-（女官）

2005年
- 草莓100%（女孩子）
- 灼眼的夏娜（“愛染自”蘇拉特）
- 异域传说 THE ANIMATION（玛丽·戈德温、阿鲁贝德·彼索拉（幼年期））
- 初音島第二季（佐伯加奈子）
- 到另一個你的身邊去（トビ）
- 诺迪（诺迪）
- Play Ball（少年A）
- 鼻毛真拳（レム）
- 魔法少女奈葉A's（高町美由希）
- 魔法老师涅吉（長瀨楓）
- 我们的仙境 Heartful Days（白鳥隆士）
- I Only Want Happiness（小凉）
- VIEWTIFUL JOE（托尼、比尔、小孩）
- 日式面包王（河內的妹妹）

2006年
- 童話槍手小紅帽（漢斯）
- 玻璃舰队（ノヴィ）
- 結界師（墨村良守（幼少期）、品川葵）
- 死神的歌謠（風間冬樹）
- （男孩子）
- 涅吉！？（長瀨楓）-第9话副标题题字及插图担当。
- 忍者少女！（蓟）
- 貧窮姊妹物語（阿野香苗）
- 不可思議星球的雙胞胎公主（アスリー）

2007年
- 鬼太郎（第5作）（二宫惠太）
- 灼眼的夏娜II（“愛染自”蘇拉特）
- 藍蘭島漂流記（玲玲）
- 旋風管家（綾崎颯）
- 忍者少女！！（蓟）
- 完美小姐進化論（よしお）
- 蟲之歌（風間京子）
- 天翔少女（速水拓實）

2008年
- 海馬（武虎）
- 鋼鐵新娘（黑崎凉子）
- 楚楚可憐超能少女組 （野上葵）
- 機動戰士高達00（艾紐·雷特納爾）
- 鬼太郎（第5作）（ミサ、ケースケ）
- 鐵腕女警 DECODE（千明和義、溫蒂妮）
- 光速大冒險PIPOPA（小霹）
- 水星領航員 The ORIGINATION（亚由美·K·贾斯敏）
- 无限之住人（辰）
- （大鳥樹里亞）
- 神奇宝贝钻石&珍珠（小遥的狩猎凤蝶、少年）

2009年
- （嵐山小夜子）
- 夏日風暴！〜春夏冬中〜（嵐山小夜子）
- 旋风管家 第二季（綾崎颯）
- 初恋限定（渡瀨惠琉）
- 貓願三角戀（住吉加奈子、小猫）
- 怪談餐館（大空亞子）
- 戀愛班長（城崎类）
- 鐵腕女警 DECODE:02（千明和義）
- 魔力充電娘!!（秋田美空）
- 咲 -Saki-（染谷真子）

2010年
- 迷糊餐廳（小鳥遊一枝）
- Heartcatch 光之美少女！（水島亞夜）
- COBRA THE ANIMATION（邦妮）
- 向陽素描×☆☆☆（リリさん）
- BLEACH（灰田響子）
- 数码宝贝合体战争（阳本明里）
- 女僕咖啡廳（針原春江）
- MM一族（綾瀨川霧乃）
- 動物偵探奇魯米（克夫魯伯德三兄弟）

2011年
- SKET DANCE（鬼塚一愛）
- 銀魂'（壽限無壽限無（中略）小屎丸[7]、德川盛盛、魔教皇小屎丸、鬼塚一愛（客串））
- 爆漫王2（鬼塚一愛（客串））
- 惡魔阿薩謝爾在召喚你（堂珍光太郎）
- 亞斯塔蘿黛的後宮玩具（索爾赫露嘉·史瓦爾特赫茲）
- 迷糊餐廳 第二季（小鳥遊一枝）
- 境界線上的地平線（參水·真喜子）
- 輕鬆百合（西垣奈奈）

2012年
- AKB0048（第五代 高橋南）
- 伪物语（影缝余弦）
- Smile 光之美少女！（日野元氣）
- 咲 -Saki-阿知賀篇（染谷真子）
- 窮神（黑百合）
- 旋風管家！CAN'T TAKE MY EYES OFF YOU（綾崎颯）
- 惡魔奶爸（拿格）
- 刀劍神域（由莉耶兒）
- 紙箱戰機W（古城飛鳥）
- 我的妹妹是「大阪大媽」（石原京介）

2013年
- 閃亂神樂（日影）
- THE UNLIMITED 兵部京介（野上葵）
- AKB0048 next stage（第五代 高橋南）
- 召喚惡魔Z（堂珍光太郎）
- 旋風管家！Cuties（綾崎颯）
- 京騷戲畫（吽）
- 聖鬥士星矢Ω（埃爾納）

2014年
- 天才麻將少女全國篇（染谷真子）
- 屬性同好會（櫻丘）
- 飆速宅男（鳴子章吉〈幼少時代〉）
- Blade & Soul（倫）
- 名偵探柯南（香田薰）
- 閃爍的青春（馬淵洸〈幼年〉、知惠）
- 荷包蛋的蛋黃何時戳破好？（美冬）
- 七大罪（女神族）
- 電波少女與錢仙大人（女銀仙）
- 甘城輝煌樂園救世主（馬卡龍）
- 臨時女友（霧生典子）
- 憑物語（影縫余弦）

2015年
- 蒼穹之戰神 EXODUS（西尾里奈）
- 偶像大師 灰姑娘女孩（講師）
- 死亡遊行（奎因）
- 火影忍者疾風傳（芙〈七尾祭品之力〉）
- 絕命制裁X（柩小夜）
- 我老婆是學生會長！（三隅慧）
- Chaos Dragon 赤龍戰役（雪蓮）
- 創聖機械天使LOGOS（粗朶櫻子）
- 迷糊餐廳 第三季（小鳥遊一枝）
- 那就是聲優！（白石涼子）
- 偶像大師 灰姑娘女孩 2nd SEASON（養成所的老師）
- 櫻桃小丸子（小池）
- 輕鬆百合 3☆High！（西垣奈奈）
- 對魔導學園35試驗小隊（杉波斑鳩）

2016年
- SUPER LOVERS（近藤紀里）
- ReLIFE（犬飼堇）
- 男子啦啦隊！！（鈴木綺羅莉）
- Fate/kaleid liner 魔法少女☆伊莉雅 3rei!!（安潔莉卡）
- 七大罪 聖戰的預兆（女神）
- 奇奇冒險日記（洋平）
- 我老婆是學生會長！+！（三隅慧）
- 3月的獅子（國王喵、銀將喵）
- 名侦探柯南 章节''ONE'' 缩小的名侦探（女仆）
- 麵包超人（炸豬排小子）

2017年
- 飆速宅男 NEW GENERATION（鳴子章吉〈幼少時代〉）
- SUPER LOVERS 2（近藤紀里）
- BORUTO-火影新世代-NARUTO NEXT GENERATIONS-（秋道蝶蝶）
- 戰鬥陀螺 爆裂世代 神 free de la hoya
- 正確的卡多（由利縞子[8]）
- 將國戡亂記（妮琪·阿爾·巴夫拉阿姆）
- 悠久持有者：魔法老師！ 第2部（長瀨楓）

2018年
- 奇奇冒險日記 第二季（洋平）
- 琴之森（一之瀨海〈小學生〉）
- 遊戲王VRAINS（哈爾）
- 名偵探柯南（松居樹璃）
- 閃亂神樂 SHINOVI MASTER -東京妖魔篇-（日影[9]）
- 鬼太郎第6期（維托·弗蘭肯斯坦[10]、高木努[11]）

2019年
- 飛翔吧！戰機少女（萊諾）
- 動物朋友2（旅鴿）
- 鬼滅之刃（蜘蛛鬼「姊姊」）
- 星光王子 KING OF PRISM -Shiny Seven Stars（太刀花雪之丞〈幼少時代〉）
- 機獸戰記 狂野爆發 ZERO（Drake〈幼少時代〉）
- BORUTO-火影新世代-NARUTO NEXT GENERATIONS-（猿羅）
- 歌舞伎町夏洛克（フータロウ）
- 麵包超人（喵考克）

2020年
- 新櫻花大戰 the Animation（大葉小町）
- 數碼寶貝大冒險：（武之內空[12]）
- BORUTO-火影新世代-NARUTO NEXT GENERATIONS-（海苔卷惠方）
- Love Live! 虹咲學園學園偶像同好會（雪菜的母親）
- 安達與島村（中華料理店店長）

2021年
- 境界觸發者（幼美）
- 半妖的夜叉姬（凱風）
- 偶像學園Planet！（愛心射手座）
- 給不滅的你（古古〈少年〉）
- 寶可夢 旅途（朝日）
- 再見了，我的克拉默（恩田順平）
- 名偵探柯南（山喜理沙）
- ONE PIECE（包紡）
- Muv-Luv Alternative（坂崎都）

2022年
- 幻想三國誌 -天元靈心記-（何安）
- 鍵等（柊勝平）
- Love Live! 虹咲學園學園偶像同好會 第2期（菜菜的母親）
- BORUTO-火影新世代-NARUTO NEXT GENERATIONS-（強盜團、木葉暗部）
- 數碼寶貝幽靈遊戲（負鼠獸）
- 我的英雄學院 第6期（轟燈矢〈幼年〉）

2023年
- 英雄傳說 閃之軌跡 北方战役（艾略特·克雷格）
- 給不滅的你 Season2（古古〈少年〉）
- 進擊的巨人 The Final Season 完結篇（哈利爾、少女）
- 尼爾：自動人形 Ver1.1a（迪瓦菈、波波菈）
- 破滅的王國（克蘿耶[13]）

2024年
- ONE PIECE（愛迪生[14]）
- 休假的壞人先生（響[15]）
- 指尖相觸，戀戀不捨（綿中亞紀）
- 王牌酒保 神之杯（金城友理[16]）
- 新幹線變形機器人：變革世代（Eta）
- 我的英雄學院 第7期（轟燈矢〈幼年〉）

2025年
- 紅戰士在異世界成了冒險者（シャウハ・シェムハザール[17]）
- 靈異教師神眉（立野廣[18]）
- 光逝去的夏天（辻中沙都子）
- WITCH WATCH 魔女守護者（秋月空[19]）

### OVA
- 天翔少女（速水拓實）
- （兰）
- 厄夜怪客（薛定谔准尉）
- 少女的秘密心事（根本大樹）
- 魔法老师系列（长濑枫）
  - 涅吉！？春·夏
  - 魔法老师涅吉！ ～白之翼～
  - 魔法老师涅吉！ ～另一个世界～
- 忏·绝望先生番外地（木津多祢）
- （野上葵）
- （绫崎飒）
- 初音岛if（佐伯加奈子）
- DOGS/BULLETS&CARNAGE（日语：DOGS/BULLETS&CARNAGE）（美美）
- 飛輪少年 黑之羽與沉睡森林 -Break on the sky-（鰐島亞紀人／咢）

2015年
- 絕命制裁X（柩小夜）

### 劇場版动画
- 神奇宝贝剧场版系列
  - 神奇宝贝剧场版：七夜的许愿星 基拉祈（神奇宝贝们）
  - 神奇寶貝的跳舞秘密基地（咕妞妞）
  - 神奇寶貝劇場版：裂空的訪問者 代歐奇希斯（小遙的狩獵鳳蝶）
- 蒸氣男孩
- 蠟筆小新：風起雲湧！我的超時空新娘！（新娘（希望）军团A凉子）
- 大耳狗the Movie（エスプレッソ）
- 佛陀再诞－The REBIRTH of BUDDHA（天河瞬太）
- 劇場版 旋風管家 HEAVEN IS A PLACE ON EARTH （綾崎颯）
- 永遠之久遠（曉由里子）
- 剧场版 魔法老师！ ANIME FINAL（长濑枫）
- Fate/kaleid liner 魔法少女☆伊莉雅 雪下的誓言（安潔莉卡）

2024年
- DEAD DEAD DEMON'S DEDEDEDE DESTRUCTION 惡魔的破壞（田井沼マコト[20]）

### 網路動畫
2021年
- 實況野球 威力高中篇（實況野球君）

2023年
- 惡魔君（風間さなえ[21]）

2024年
- 奇奇暑假日記（洋平[22]）
- 物語系列 第外季&第怪季（影縫余弦[23]）

### 遊戲
- 白猫Project（喬凡尼）
- 金色琴弦（女生）
- CLANNAD（柊勝平）
- Shining Force NEO（玛丽儿）
- 光明之风（卡利斯·菲利亚斯）
- 灼眼的夏娜（苏拉特）
- NEW LOVEPLUS（長倉侑子）
- 戰國無雙系列（4代開始）（小少將）
- Sentimental Prelude（橘夏实）
- 遗迹传说（杰）
- 鐵拳系列（風間飛鳥）
  - 铁拳5
  - 铁拳6
- 初音島系列（佐伯加奈子）
  - 初音岛P.S.
  - 初音岛 Four Seasons
  - 初音岛I.F.
- BLACK MATRIX OO（凯恩）
- Friends ～青春的光辉～（箕輪奈月）
- 炎之宅配便（托比奥）
- 噬神者系列（蓮）
- 魔法老师系列（长濑枫）
  - 魔法老师涅吉！ 2時間目 战斗的少女们！ 麻帆良大運動会SP!
  - 涅吉！？ 3時間目 恋与魔法与世界樹传说!
- （晶）
- 秋之回忆系列（木濑步）
  - 秋之回憶：從今以後
  - 秋之回憶5：中斷的影片
- （露比）
- 摔角天使生存者（渡边智美、小早川志保）
- 摔角天使生存者2（渡边智美、小早川志保）
- （玛丽爱塔·卡迪那）
- 侠盗银河（贾斯特·罗格（孩提时代））
- 荒野兵器4（朱德·马维里克）
- 弧光之源2-意志（菲尔）
- 双星物语（PSP）（布库尔）
- 双星物语2（蒙布朗、布库尔）
- 武裝神姬系列（火器型MMS Zelnogrard）
  - 武装神姬 BATTLE RONDO
  - 武装神姬 BATTLE MASTERS
- 戰場女武神2 加利亞王立士官學校（尤莉雅娜·艾貝爾哈特）
- （御堂春）
- 钢铁新娘DS ～太太与机械与男与女～（黑崎凉子）
- （真田誠）
- 咲-Saki- Portable（染谷真子）
- Sunday VS Magazine 集結！頂上大決戦（绫崎飒）
- 楚楚可怜超能少女组DS 第4个超能少女（野上葵）
- 苍穹的巨龙（ショコラ）
- 索尼克世界大冒险（小霹）
- 空梦（謎之少年）
- 空梦 portable（謎之少年）
- 旋风管家系列（绫崎飒）
  - 旋风管家 我就是罗密欧，罗密欧就是我
  - 旋风管家 噩梦天国
- （知花卫）
- （小霹）
- 符文工厂3 -新牧场物语-（麦斯）
- 漂流幻境（圣女贞德）
- 超凡双生（朱蒂·霍姆斯）
- 閃亂神樂系列（日影）
  - 閃亂神樂 -少女們的真影-
  - 閃亂神樂 Burst -紅蓮的少女們-
  - 閃亂神樂 SHINOVI VERSUS -少女們的証明-
- 最終幻想 零式（蕾姆·時宮）
- 英雄傳說 閃之軌跡（艾略特·克雷格）
- 英雄傳說 創之軌跡（艾略特·克雷格）
- Unlight（傑多）
- 人中之龍5（T-SET 真田舞）
- 尼爾系列（迪瓦菈／波波菈）
  - 尼爾：人工生命
  - 尼爾：自動人形
  - 尼爾：人工生命 ver.1.22474487139...
- 人中北斗（艾伊莉）
- 明日方舟（芬、崖心）
- 怪物彈珠（白金大將）
- 生死格鬥系列（米拉）
  - 生死格鬥5
  - 生死格鬥6
- Crash Fever（ダーウィン）日版
- Crash Fever（達爾文）
- 崩壞：星穹鐵道（阿蘭）
- 寶可夢大師（辛俐）

### 配音
- 失蹤現場（アニー）
- 孟漢娜（Hannah Montana）：為麥莉·希拉（Miley Ray Cyrus）配音
- 肉桂狗（Cinnamoroll），三麗鷗卡通人物之一：為「Espresso」配音
- 愛在山谷下（Down in the Valley）：為羅利·克金（Rory Culkin）配音
- 泛美航空 (電視劇)（Pan Am）：為卡琳·瓦纳斯（Karine Vanasse）配音
- ダニーと秘密の魔法使い（ライアン）
- ドゥーマ（ザン）
- フレイルティー（アダム少年）
- 旋風管家 (電視劇)（ハヤテのごとく! ～美男＜イケメン＞執事がお守りします～）：為綾崎颯配音
- 如果我留下：為科洛·莫瑞兹（Chloë Grace Moretz）配音
- 詹姆士·龐德：量子殺機（James Bond：Quantum of Solace）：為歐嘉·柯瑞蘭寇（Olga Kurylenko）配音 ※BS JAPAN版。
- 天才小子吉米（Jimmy Neutron：Boy Genius）為詹姆斯（吉米）・艾薩克・牛頓（James Isaac "Jimmy" Neutron）配音
- 舞出真我（Step Up）：為珍娜·戴溫（Jenna Dewan）配音
- 小鬼當家5（英语：Home Alone: The Holiday Heist）：為芬恩·克斯特配音
- 雷霆戰狗：為佩妮配音
- 未來小子：為路易配音
- 奧本海默：瓊·塔特洛克

### 电影
- 恋に唄えば♪（予告編ナレーション）

### 實写
- 白石涼子の聞かなきゃ☆そん♪Song「R」Live! in 原宿RUIDO 2005.11.06
- 声優ドラマレーベル「Dramagix」 ～ドラマジックス第三弾～『TWO-IN』
- 日立 世界・ふしぎ発見!（再現VTR）
- 魔法老師関連

### 廣播
- うりょっちのわくわくファクトリー（已結束）
- 白石涼子★R-24hr
- 白石涼子の聞かなきゃ☆そん♪Song!
- 白石涼子のシカイ良好☆ふんたららん（已結束）
- DROPS senpercent（MBSラジオ、単発番組）
- ハヤテのごとく! RADIO THE COMBAT BUTLER（音泉）
- ひまわりっ!のラジオなのです。ご主人様♪
- ホレぼれ。（文化放送ほか、已結束）
- 我們的仙境（已結束）
- ラジオどっとあい 白石涼子のしろくろ★こげちゃ（已結束）

### 廣播劇CD
- 漂亮怪獸（梅露蒂.培果）

### CD
- （贤三（孩提时代））
- 水瓶战记 Drama CD 
- 最后大魔王 VOL.1·2（服部絢子）
- 永恒·传奇～継承之系譜～下卷（パディ）
- （山伏實希代）
- CLANNAD 在被光守护的坡道上 第3卷（柊勝平）
- 咲 -Saki-（染谷真子）
- CD Drama·Special 4 机动战士GUNDAM00 / 4 MONTH FOR 2312（艾纽·雷特纳尔）
- 光明之风 Vol.4（卡利斯·菲利亚斯）
- CYNTHIA THE MISSION（日语：CYNTHIA THE MISSION）（檎桐淋）
- SKET DANCE Drama CD（鬼塚一愛）
- 楚楚可怜超能少女组 Drama CD EPS.1st～和气藹藹！用爱和和平拯救地球！～（野上葵）
- 初音島广播剧场 chapter.2 小鸟（佐伯加奈子）
- 遗迹传说系列（杰） 
  - 遗迹传说 Original Sound Track
  - 遗迹传说 voice of character quest1·2
- DOGS/BULLETS&CARNAGE（日语：DOGS/BULLETS&CARNAGE）（美美）
- （一色綠）
- 初恋限定。（渡濑惠琉）
- 旋风管家系列 
  - 旋风管家 Drama CD1/綾崎赫麦奥妮与秘密的課外授業（绫崎飒、綾崎赫麦奥妮）
  - 旋风管家 Drama CD （綾崎飒）
  - 旋风管家 Drama CD2/疾走!白皇学院巴士之旅和玛利亚的自言自语（綾崎飒）
  - 旋风管家 Drama CD3/初恋（綾崎飒）
  - 旋风管家 白皇学院校内放送CD1（綾崎飒）
- Drama CD「女神異聞錄Persona」（園村麻希）
- 漂亮怪獸（梅尔蒂·贝格尔）
- 魔法少女奈叶StrikerS Sound Stage 01（高町美由希）
- 魔法老师系列（长濑枫）
  - 特別授業Ⅱ～舞动！？大麻帆良祭
  - Drama CD Vol.1
  - Drama CD Vol.2
  - 魔法老师涅吉！～白之翼～
- 我们的仙境 ～欢迎来到鳴滝庄～（白鳥隆士）
- （柴咲凉香）
- Love Monster（日语：ラブ・モンスター）（蛇之目）

## 外部連結
- 青二製作提供的介紹 （页面存档备份，存于） （日語）
- 涼風 -りょうふぅ- （公式ブログ） （页面存档备份，存于） （日語）
- 白石涼子の読まなきゃ☆そん♪Song！ （页面存档备份，存于） （日語）
- StarChild:白石涼子 （页面存档备份，存于） （日語）
- 白石涼子 （页面存档备份，存于） (@RyokoShiraishi_) - Twitter （日語）